# Surinaamse parlementsverkiezingen 2020/Kandidatenlijst/Saramacca
Dit is de lijst van kandidaten voor de Surinaamse parlementsverkiezingen in 2020 in Saramacca. De verkiezingen vinden plaats op 25 mei 2020.
De onderstaande deelnemers kandideren op grond van het districten-evenredigheidsstelsel voor een zetel in De Nationale Assemblée. Elk district heeft een eigen lijsttrekker. Los van deze lijst vinden tegelijkertijd de verkiezingen van de ressortraden plaats. Daarvoor geldt het personenmeerderheidsstelsel. De kandidaten voor de ressortraden staan hieronder niet genoemd.

## Kandidaten
Hieronder volgen de kandidatenlijsten op alfabetische volgorde per politieke partij.

### Alternatief 2020(A20)
1. Silvana Vanas
2. Helena Sahibdin
3. Elvis Sarmoen

### Hervormings- en Vernieuwingsbeweging(HVB)
1. Shammy Gauri
2. Faranaz Soeropawiro
3. Tiffany Singowikromo

### Nationale Democratische Partij(NDP)
1. Aroon Samjiawan
2. Naomi Samidin
3. Jayant Lalbiharie

### Nationale Partij Suriname(NPS)
1. Teneswar Gangaram Panday
2. Johnny Legiman Troenosemito
3. Lydia Mathilda Rodgers

### Pertjajah Luhur(PL) /Algemene Bevrijdings- en Ontwikkelingspartij(ABOP)
1. Igwan Asmosentono (PL)
2. Harridatsingh Lumsden (ABOP)
3. Anandkoemar Banwarie (PL)

### Surinaamse Partij van de Arbeid(SPA)
1. Nathaliën Delano Wagimoen Matsaleh
2. Biswadjiet Tedjai

### Vooruitstrevende Hervormings Partij(VHP)
1. Radjinder Debie
2. Nathalie Amatmohamed
3. Mahinder Jogi

Kandidaten per partij: A20 · 
ABOP · 
BEP · 
DA'91 · 
DNW · 
DOE · 
HVB · 
NDP · 
NPS · 
PALU · 
PL · 
PRO/APS · 
SDU · 
SPA · 
STREI! · 
VHP · 
VVD
Kandidaten per district: Brokopondo · 
Commewijne · 
Coronie · 
Marowijne · 
Nickerie · 
Para · 
Paramaribo · 
Saramacca · 
Sipaliwini · 
Wanica